# Dziadowo (Włocławek)
Dziadowo – zniesiona część miasta Włocławka.
Miejscowość będąca niegdyś częścią wsi Zazamcze. W związku z reformą administracyjną kraju w 1973 roku, Dziadowo ustanowiło sołectwo w gminie Brześć Kujawski.
Po przyłączeniu wsi Zazamcze do Włocławka Dziadowo zostało uznane za część miasta Włocławek.
Decyzją uchwały Rady Miasta Włocławek postanowiono wnioskować za pośrednictwem Wojewody Kujawsko-Pomorskiego do „ministra właściwego do spraw administracji publicznej” o zniesienie nazwy Dziadowo. Ostatecznie część miasta o nazwie Dziadowo zniesiono z dniem 1 stycznia 2024 r..
Nazwa Dziadowo pozostała już tylko w pobliskiej w części wsi Wieniec-Zalesie o nazwie Dziadowo-Folwark.